# بریک کورنر (ایندیانا)
بریک کورنر (به انگلیسی: Barrick Corner) یک منطقهٔ مسکونی در ایالات متحده آمریکا است که در شهرستان کلی، ایندیانا واقع شده‌است. بریک کورنر ۱۸۰٫۱۴ متر بالاتر از سطح دریا واقع شده‌است.